# Aiuaba
Aiuaba är en kommun i Brasilien.   Den ligger i delstaten Ceará, i den östra delen av landet, 1 300 kilometer nordost om huvudstaden Brasília. Antalet invånare är 16 207. Arean är 2 434 kvadratkilometer.
Terrängen i Aiuaba är kuperad söderut, men norrut är den platt.
Omgivningarna runt Aiuaba är huvudsakligen savann. Runt Aiuaba är det mycket glesbefolkat, med 7 invånare per kvadratkilometer.